# Cheetah Girls 2
Cheetah Girls 2 (The Cheetah Girls 2) è un film per la televisione del 2006 ed è anche il secondo capitolo del film Una canzone per le Cheetah Girls.

## Trama
In The Cheetah Girls 2 le quattro ragazze cercano di farsi conoscere di più nel mondo, e quando scoprono che il fidanzato della madre di Chanel, Luc, vive a Barcellona, desiderano andarci per partecipare ad un'importante competizione musicale internazionale. Una volta convinte le mamme Dorothea e Juanita, le ragazze arrivano in Spagna e qui cominciano i problemi. Dorinda si innamora di un conte, amico di Luc, Chanel fa amicizia con Marisol, la cantante che fa concorrenza alle Cheetah Girls al festival, e Aqua è distratta da Barcellona. Galeria, quindi, capisce di essere di troppo e decide di andarsene e tornare a New York. Le ragazze, capendo che hanno perso un sacco di tempo riescono a fermarla prima che prenda l'aereo e promettono di impegnarsi al massimo per vincere il concorso. La madre di Marisol, però, non riesce ad accettare che le Cheetah Girls non si siano sciolte, per cui decide di fare in modo che le ragazze abbiano 100 euro a testa dopo la dimostrazione di una loro canzone in preparazione del festival. L'organizzatore non le considera più "voci nuove" e annulla la loro presenza al festival. La madre di Marisol, quindi, fa partecipare la figlia assieme a Chanel, per assicurarle la vittoria. Ma Angel (nipote dell'organizzatore del festival, nonché amico di Galeria) salva la situazione perché capisce il piano e lo rivela a suo zio. Marisol dice a sua madre Lola che non vuole vincere mentendo e imbrogliando e così si ritira. Le ragazze cantano (insieme a Marisol, Angel e a tutti gli altri ballerini) Amigas Cheetah e vincono il concorso. Nell'ultima parte del film, non andata in onda in Italia, Juanita e Luc si sposano in un paesaggio meraviglioso mentre le 4 ragazze cantano un'ultima canzone tutte insieme: "Cherish The Moment".

## Curiosità
- Il film è stato interamente coreografato e diretto da Kenny Ortega, già conosciuto per aver lavorato (sempre come coreografo e regista) nel film High School Musical
- Raven, che interpreta la parte di Galleria nel film, è stata produttore esecutivo di Cheetah Girls 2.
- Della canzone The Party's Just Begun esiste anche una versione italiana intitolata La festa è intorno a noi cantata da Ambra Lo Faro, attrice di una popolare serie televisiva in onda su Disney Channel: Quelli dell'intervallo.
- Per le scene di Tango è stato consultato il coreografo Paul Harris, che ha lavorato anche in Entrapment.
- Visto il successo dei primi due capitoli, Disney Channel ha realizzato anche il terzo episodio del film intitolato Cheetah Girls 3 - Alla conquista del mondo, ma senza Raven-Symoné a causa dei numerosi impegni dell'attrice.
- Qualche mese dopo l'uscita americana del film, le Cheetah hanno iniziato a girare per l'America con per il "The Party's Just Begun Tour" per promuovere la colonna sonora del film. Ogni sera sono state aperte da artisti diversi come Miley Cyrus, Vanessa Hudgens o gli Everlife.
- Unica esibizione dal vivo in cui ha preso parte anche Raven-Symoné è stata poco prima della messa in onda del film, durante Good Morning America. Al tour, infatti, Raven non ha preso parte, poiché impegnata su altri set cinematografici e televisivi.
- Francobollo Garibaldi, il padre di Galleria (interpretato dall'attore argentino Juan Chioran), non ha preso parte a questo secondo capitolo: la sua assenza è stata giustificata da un viaggio di lavoro a Hong Kong. Anche Toto, il cane di famiglia, non ha preso parte alle riprese: è stato affidato ad un canile per tutta la durata del viaggio a Barcellona.
- Altri personaggi del primo film non sono stati richiamati per il sequel: partendo da Drinka (Sandra Caldwell), l'insegnante d'arte della Manhattan Magnet; Derek (Kyle Schmid), il corteggiatore e in seguito fidanzato di Galleria; Mackerel (Denton Rowe), il migliore amico di Derek; e, infine, il noto produttore discografico Jackal Johnson (Vince Corazza).
- In questa nuova avventura, Galleria nutre un particolare interesse per Angel (Peter Vives), un ragazzo spagnolo conosciuto durante il viaggio, e ciò fa intendere che la sua relazione con Derek sia finita.

## Messe in onda internazionali
- 25 agosto 2006 alle 20:00
- 1º settembre 2006 alle 19:30 su Family Channel
- 29 settembre 2006 alle 18:00
- 2 dicembre 2006 alle 15:00
- 3 dicembre 2006 alle 22:00
- 8 dicembre 2006 alle 19:30
- 9 dicembre 2006 alle 19:00
- 9 dicembre 2006 alle 19:00
- 10 dicembre 2006 alle 22:00
- 19 dicembre 2006 alle 20:00
- 1º gennaio 2007 alle 20:00.
- 27 gennaio 2007 alle 19:30
- 28 gennaio 2007 alle 18:30

## Colonna sonora
Dal film è stata tratta anche una colonna sonora, uscita in Italia nel dicembre 2006. Questa include, oltre alle canzoni del film, alcuni pezzi inediti e anche la versione italiana di The Party's Just Begun, La festa è intorno a noi, interpretata da Mafy, star di Quelli dell'intervallo e ora pronta al debutto da solista.
1. La festa è intorno a noi (Mafy)
2. Strut (Cheetah Girls)[1]
3. Dance with Me (Drew Seeley e Belinda)[1]
4. Why Wait (Belinda)[1]
5. A la nanita nana (Belinda e The Cheetah Girls)[1]
6. Do Your Own Thing (Raven Symoné)[1]
7. It's Over (The Cheetah Girls)[1]
8. Step up (The Cheetah Girls)[1]
9. Amigas Cheetahs (The Cheetah Girls and Belinda)[1]
10. Cherish the Moment (The Cheetah Girls)
11. The Party's Just Begin (The Cheetah Girls)[1]
12. Cheetah Sisters (Barcelona Remix) (The Cheetah Girls)
13. Everyone's a Star (Raven Symoné)
14. It's Gonna Be Alright (Raven Symoné)
15. Route 66 (The Cheetah Girls) (solo nella versione speciale)
16. Strut (remix) (The Cheetah Girls) (solo nella versione speciale)